# Hermann Triepel
Hermann Triepel (ur. 24 stycznia 1871 w Lipsku, zm. 1935 we Wrocławiu) – niemiecki anatom i embriolog.
Uczył się w Thomasschule w rodzinnym mieście, następnie studiował medycynę na Uniwersytecie w Tybindze i Uniwersytecie w Lipsku. Potem kierował instytutem anatomicznym przy Uniwersytecie we Wrocławiu. 
Chorował na stwardnienie rozsiane.
Jego brat Heinrich Triepel (1868–1946) był profesorem prawa konstytucyjnego i międzynarodowego na Uniwersytecie w Getyndze, Kilonii i Berlinie.

## Wybrane prace
- (1899) Die Struktur der Gehirnnerven und die Blutcirkulation in der Schädelhöhle[1]
- (1906) Die anatomischen Namen. Ihre Ableitung und Aussprache[2]
- (1910) Selbständige Neubildung einer Achillessehne[3]
- (1922) Über gestaltliche Beziehungen zwischen Struktur und Organform[4]